# Gary MacDonald
Gary Wayne MacDonald (* 15. Dezember 1953 in Mission, British Columbia) ist ein ehemaliger kanadischer Schwimmer. Er gewann eine Silbermedaille bei Olympischen Spielen, zwei Silbermedaillen bei Panamerikanischen Spielen sowie zwei Gold- und drei Bronzemedaillen bei Commonwealth Games.

## Sportliche Karriere
1973 nahm Gary MacDonald als Student der Simon Fraser University an der Universiade teil. 1974 bei den Commonwealth Games in Christchurch trat MacDonald in sechs Disziplinen an und erkämpfte drei Medaillen. Seine einzige Einzelmedaille gewann er über 200 Meter Lagen, als er hinter dem Schotten David Wilkie und dem Engländer Brian Brinkley Dritter wurde. Über 400 Meter Lagen erreichte MacDonald den siebten Platz, während er über 100 und 200 Meter Brust das Finale verfehlte. Die 4-mal-100-Meter-Freistilstaffel siegte mit Brian Phillips, Bruce Robertson, Gary MacDonald und Ian MacKenzie. In der 4-mal-200-Meter-Freistilstaffel siegten die Australier vor den Engländern und der kanadischen Staffel mit Bruce Robertson, Gary MacDonald, Ian MacKenzie und Jim Fowlie.
Bei den Weltmeisterschaften 1975 in Cali wurde Gary MacDonald in der 4-mal-100-Meter Lagenstaffel eingesetzt. Im Finale war er aber nicht dabei, als die Staffel in der Besetzung Steve Pickell, Graham Smith, Bruce Robertson und Bob Kasting den vierten Platz belegte. Drei Monate später fanden in Mexiko-Stadt die Panamerikanischen Spiele statt. MacDonald wurde Fünfter über 100 Meter Freistil und Vierter über 200 Meter Lagen. Die Schwimmer aus den Vereinigten Staaten gewannen die Goldmedaille in der 4-mal-100-Meter-Freistilstaffel, dahinter erschwamm MacDonald mit der kanadischen Staffel die Silbermedaille.
Bei den Olympischen Spielen in Montreal erreichten über 100 Meter Freistil Steve Pickell und Gary MacDonald das Halbfinale, verfehlten aber als 11. und 13. des Halbfinales die Finalteilnahme. Die kanadische Lagenstaffel mit Steve Pickell, Graham Smith, Bruce Robertson und Gary MacDonald erreichte das Finale mit der zweitschnellsten Vorlaufzeit. Im Endlauf siegte die Staffel aus den Vereinigten Staaten vor der kanadischen Staffel mit Pickell, Smith, Clay Evans und MacDonald. Entsprechend den bis 1980 gültigen Regeln erhielt Robertson für seinen Einsatz im Vorlauf keine Medaille.
Die Commonwealth Games 1978 fanden wie die Olympischen Spiele 1976 in Kanada statt und zwar in Edmonton. Gary MacDonald trat zweimal an und gewann zwei Medaillen. Über 100 Meter Freistil erkämpfte er die Bronzemedaille hinter dem Australier Mark Morgan und seinem Landsmann Bill Sawchuk. Die 4-mal-100-Meter-Freistilstaffel mit Graham Smith, Bill Sawchuk, Peter Szmidt und Gary MacDonald gewann den Titel vor den Australiern. Bei den Schwimmweltmeisterschaften 1978 in West-Berlin belegte MacDonald sowohl mit der 4-mal-100-Meter-Freistilstaffel als auch mit der 4-mal-100-Meter-Lagenstaffel den vierten Platz.
Gary MacDonald besuchte nach der Simon Fraser University die York University in Toronto. Er wurde später Schwimmtrainer beim Halifax Aquatic Club und an der Dalhousie University in Halifax.